# 말리의 재외공관 목록

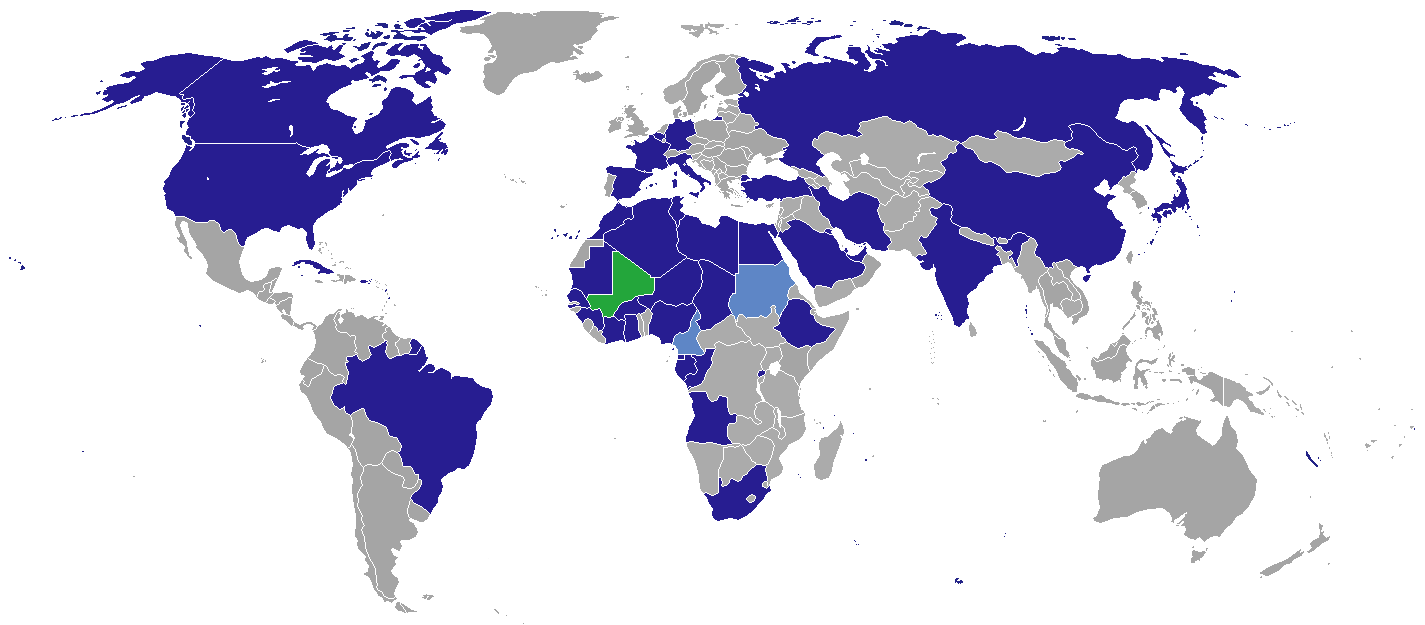
말리의 재외공관

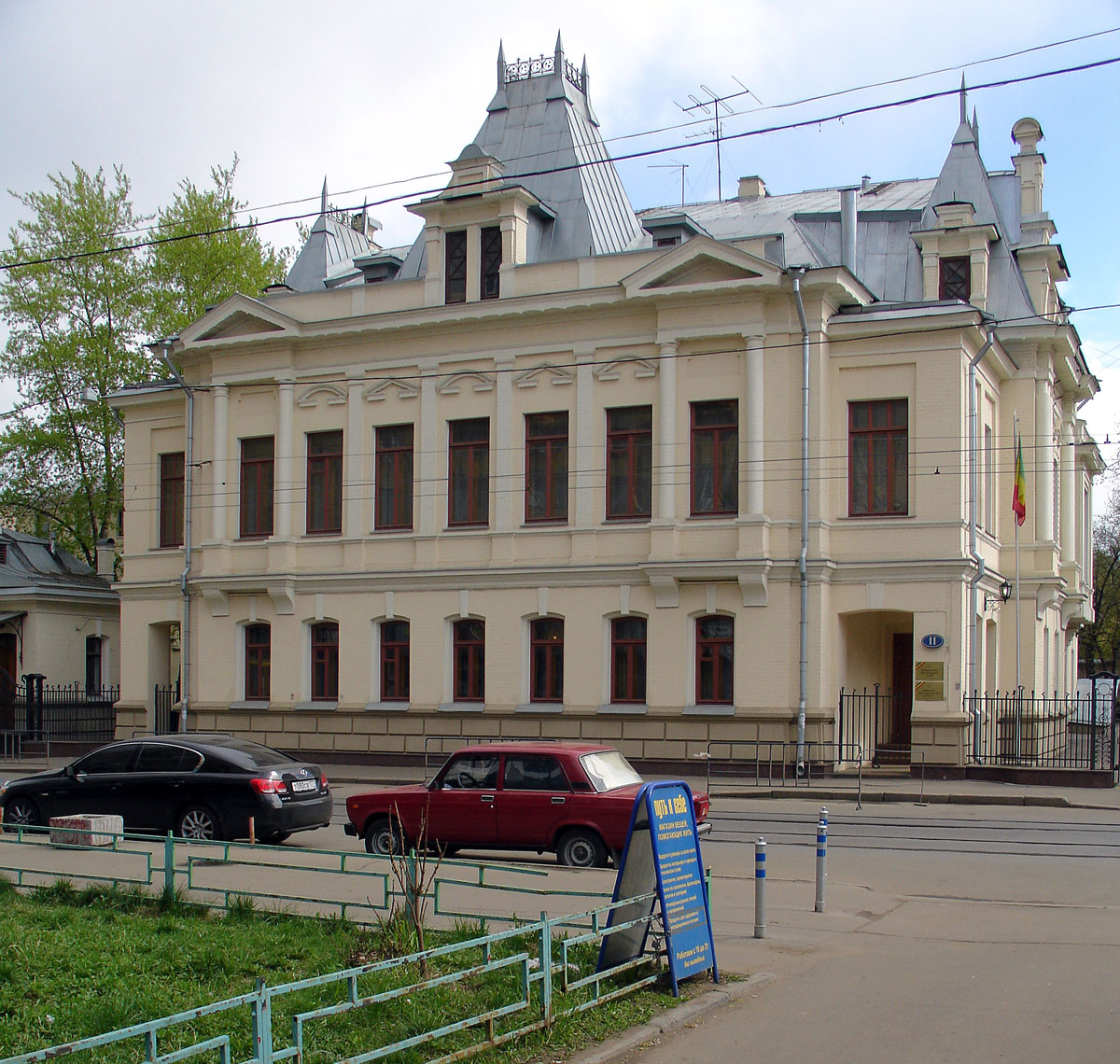
모스크바 주재 말리 대사관

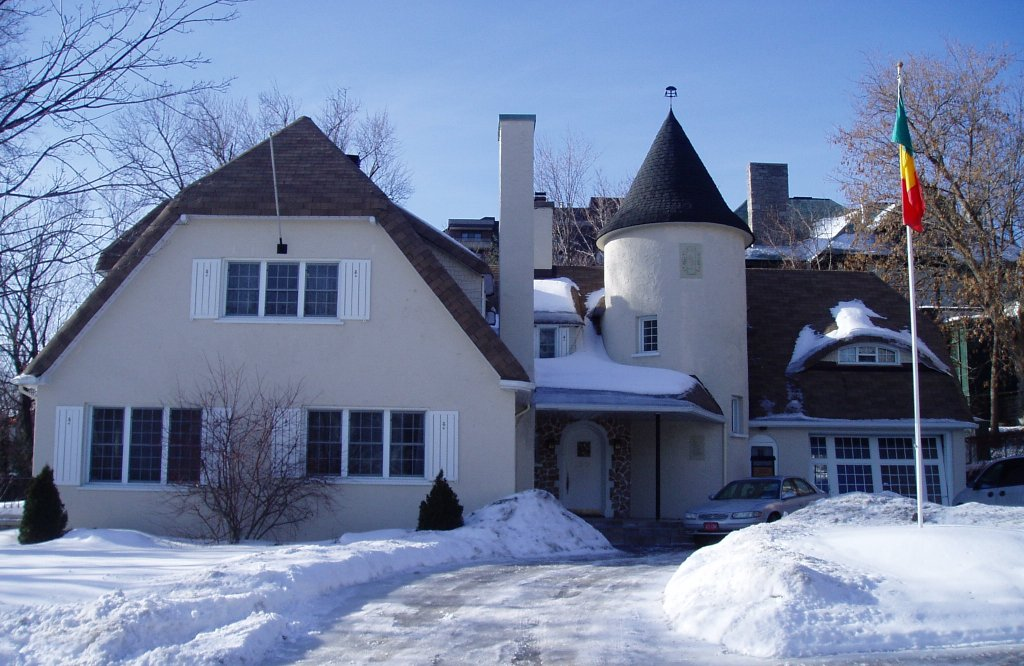
오타와 주재 말리 대사관

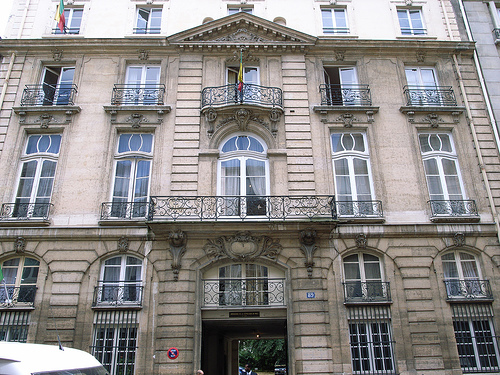
파리 주재 말리 대사관

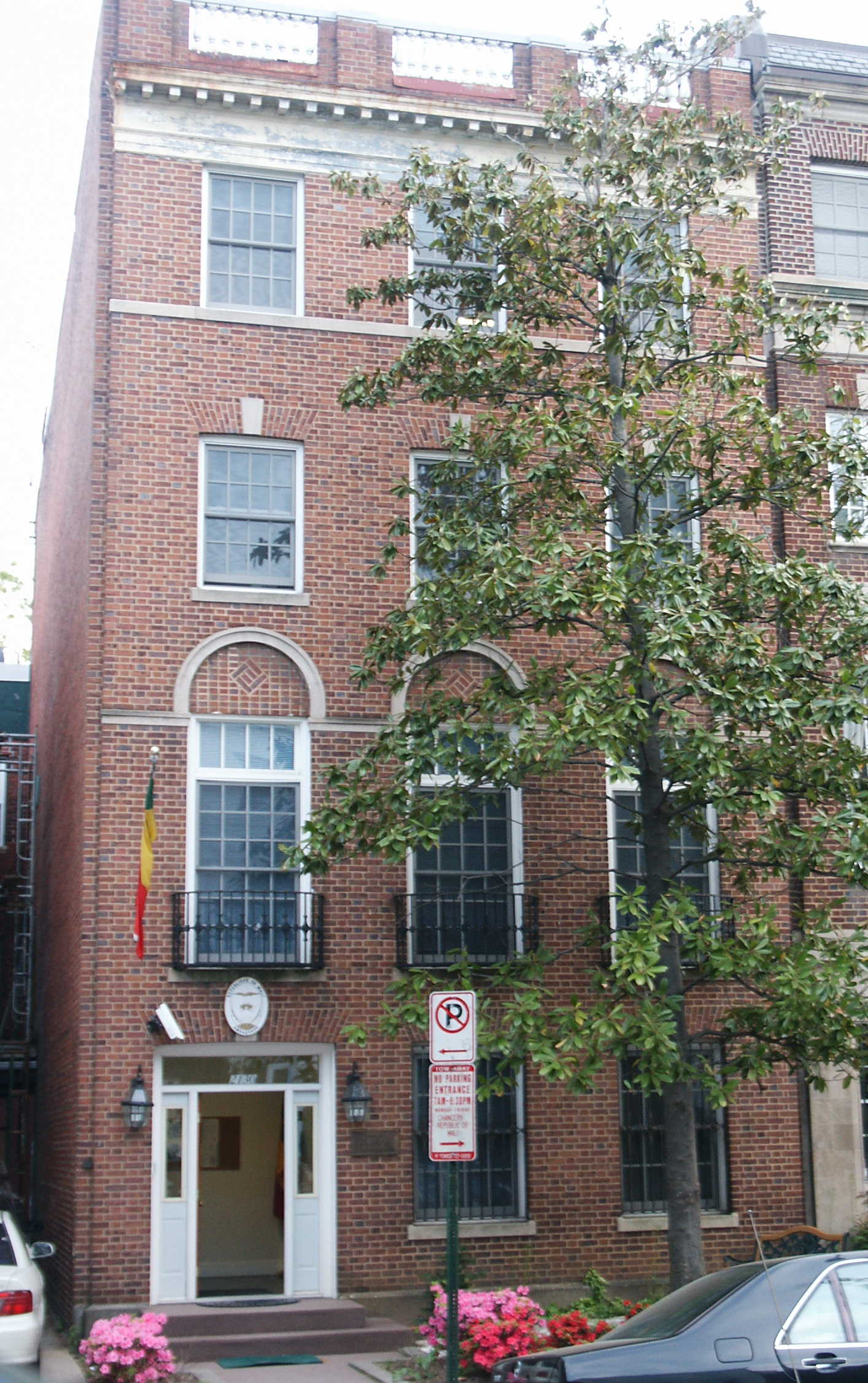
워싱턴 D.C. 주재 말리 대사관

말리의 재외공관 목록은 말리 주재 대사관을 각국에 상주시켜 놓는 것을 의미하며 말리의 재외공관을 나열한 목록이다.

## 아프리카
- 알제리 : 알제 (대사관), 타만라세트 (영사관)
- 앙골라 : 루안다 (대사관)
- 부르키나파소 : 와가두구 (대사관)
- 코트디부아르 : 아비장 (대사관), 부아케 (영사관)
- 이집트 : 카이로 (대사관)
- 적도 기니 : 말라보 (대사관)
- 에티오피아 : 아디스아바바 (대사관)
- 가봉 : 리브르빌 (대사관)
- 가나 : 아크라 (대사관)
- 기니 : 코나크리 (대사관)
- 리비아 : 트리폴리 (대사관)
- 모리타니 : 누악쇼트 (대사관)
- 모로코 : 라바트 (대사관)
- 니제르 : 니아메 (총영사관)
- 나이지리아 : 아부자 (대사관)
- 세네갈 : 다카르 (대사관)
- 남아프리카 공화국 : 프리토리아 (대사관)
- 수단 : 하르툼 (총영사관)
- 튀니지 : 튀니스 (대사관)

## 아메리카
- 브라질 : 브라질리아 (대사관)
- 캐나다 : 오타와 (대사관)
- 쿠바 : 아바나 (대사관)
- 미국 : 워싱턴 D.C. (대사관)

## 아시아
- 중화인민공화국 : 베이징시 (대사관), 광저우시 (총영사관)
- 인도 : 뉴델리 (대사관)
- 이란 : 테헤란 (대사관)
- 일본 : 도쿄도 (대사관)
- 사우디아라비아 : 리야드 (대사관), 지다 (영사관)
- 튀르키예 : 앙카라 (대사관)

## 유럽
- 벨기에 : 브뤼셀 (대사관)
- 프랑스 : 파리 (대사관)
- 독일 : 베를린 (대사관)
- 이탈리아 : 로마 (대사관)
- 러시아 : 모스크바 (대사관)
- 스페인 : 마드리드 (대사관)

## 대표부
- EU 말리 정부 대표부 : 브뤼셀
- UN 말리 정부 대표부 : 뉴욕, 제네바